# Мери Џервас Јак
Мери Џервас Јак (енгл. Mary Awaj Jervase Yak) је министарка развој људских ресурса у Влади Јужног Судана. На позицију је постављена 10. јула 2011. од стране председника државе и премијера Салве Кира Мајардита. Мандат министра је у трајању од пет година. Претходно је обављала исту функцију у Влади Аутономног региона Јужни Судан од 2005. до 2010. године. Завршила је економију на Универзитету у Картуму, а затим и одбранила мастер рад на Универзитету у Сасексу (УК) из области полног и људског развоја. Једно време је радила у Већу цркава Судана.